# Hà Giang (Provinz)
Hà Giang ist eine Provinz (tỉnh) von Vietnam. Sie ist im äußersten Norden des Landes gelegen; auch Vietnams nördlichster Punkt liegt in der Provinz Hà Giang.
Zentrum und Verwaltungssitz der Provinz ist die Stadt Hà Giang. Die Provinz unterteilt sich – neben der eigenständigen Provinzhauptstadt –in zehn Bezirke (huyện): Bắc Mê, Bắc Quang, Đồng Văn, Hoàng Su Phì, Mèo Vạc, Quản Bạ, Quảng Bình, Vị Xuyên, Xín Mần, Yên Minh. 
Hà Giang ist eine sehr bergige Region, und Reisen innerhalb der Provinz gestalten sich mitunter – besonders zur Regenzeit – schwierig. Große Teile des Territoriums sind für die landwirtschaftliche Nutzung ungeeignet, weshalb viel Land bewaldet ist. Gleichwohl wird den karstigen Böden noch in Hochlagen Mais- und Trockenreisanbau abgerungen. In der Hochebene, in welcher die Stadt Hà Giang liegt, werden Pflaumen, Pfirsiche und Persimonen angebaut und ausgeführt.
Hà Giang ist eine der ärmsten Provinzen Vietnams. Traditionellerweise beschäftigen sich die Einwohner mit der Land- und Forstwirtschaft, jedoch wurden in den letzten Jahren auch Produktionsbetriebe aufgebaut. Die Infrastruktur, auch wenn sie in den letzten Jahren stark verbessert worden ist, ist immer noch sehr dünn; Straßen, Krankenhäuser und Schulen sind immer noch gegenüber anderen Teilen Vietnams unterentwickelt.
Da die Dörfer stundenlange Fußmärsche auseinanderliegen und oft nur aus einigen wenigen Häusern bestehen, wandern die Lehrkräfte zu den Kindern, um ihnen die Schulbildung zu ermöglichen.
In Hà Giang leben viele nationale Minderheiten. Neben den Viet gibt es Tay, Dao und Hmong.
Die kleinen lokalen Märkte nördlich von Hà Giang werden – ausgenommen von Reis, Fleisch, Gemüse und etwa minderwertigem Alkohol – von China versorgt. So stammen viele der auf den Sonntagsmärkten von Dong Van oder Meo Vac feilgebotenen Trachten aus den Fabriken jenseits der Grenze und sind aus billigem Kunstgewebe hergestellt.
Touristische Bereisung dieser nördlichen Gebiete erfordert eine offizielle Genehmigung. Diese ist in Hà Giang bei den örtlichen Polizeibehörden bzw. Hotels einzuholen. Übernachtungen müssen bei Kontrollen nachgewiesen werden können (Stempel auf das Dokument).